# ضغط الدم الجوال

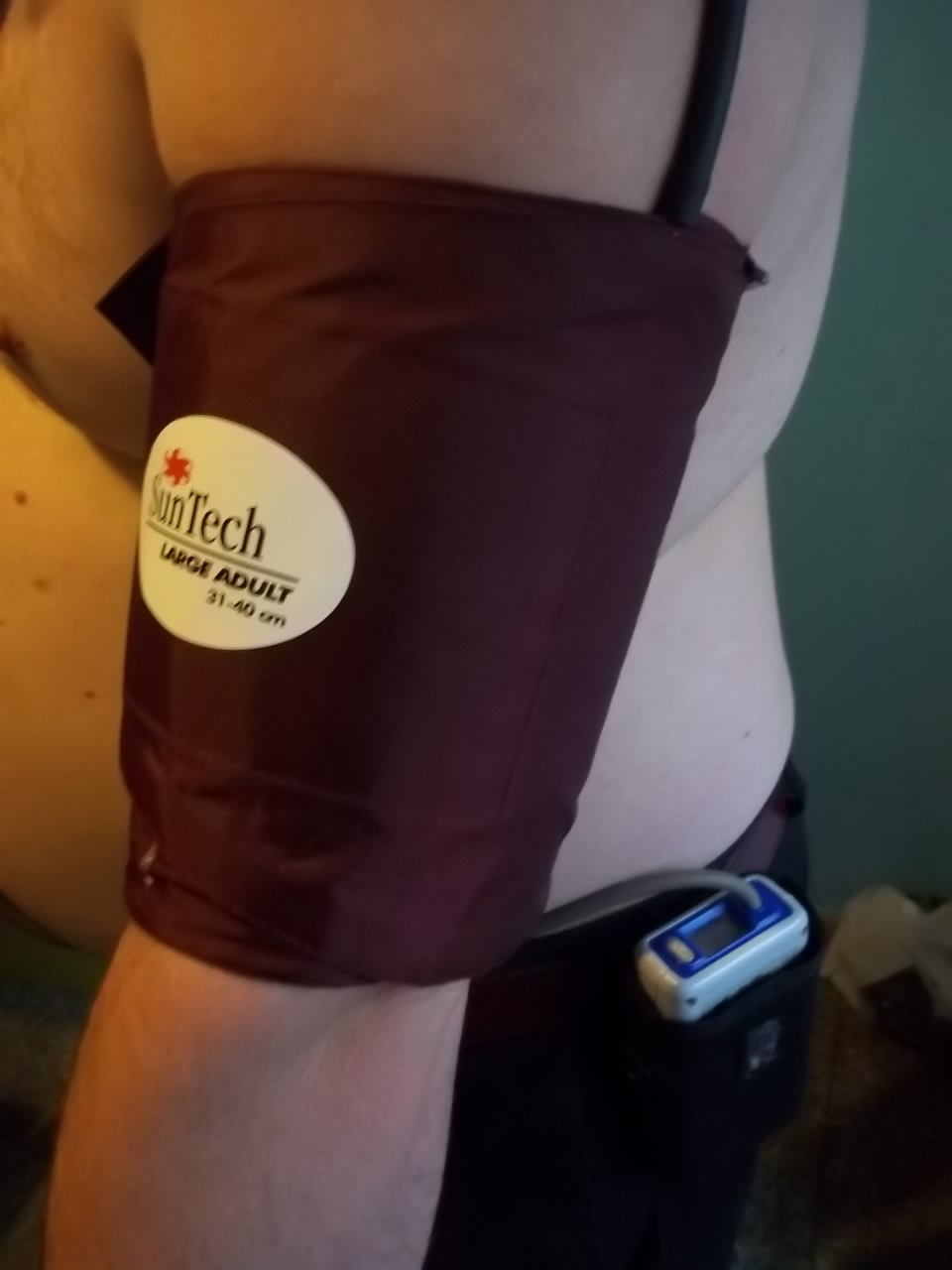
جهاز مراقبة ضغط الدم المتنقل (ABPM) مثبت في جسم مريض يبلغ من العمر 40 عامًا.

مراقبة ضغط الدم الجوال (بالإنجليزية: Ambulatory Blood Pressure Monitoring)‏، ومختصرها (ABPM) هي عملية قياس ضغط الدم على فترات منتظمة. ويعتقد أن هذه العملية تقلل من حالات الإصابة بفرط ضغط معطف المختبر أو (فرط ضغط الرداء الأبيض) والذي يحدث بسبب شعور المريض بالعصبية والقلق عند وجوده في أجواء المستشفى أو العيادات الطبية.

## تقلب ضغط الدم
تسمح مراقبة ضغط الدم الجوال غير التوغلية على مدار 24 ساعة بتقدير عوامل الخطر القلبية بما في ذلك التباين المفرط في ضغط الدم أو أنماط التغيرات اليومية التي تزيد من مخاطر الإصابة بأمراض قلبية وعائية.

## ارتفاع ضغط الدم الليلي
تسمح مراقبة ضغط الدم الجوال بمتابعة ضغط الدم بشكل متقطع أثناء النوم، ويفيد ذلك تحديد ما إذا كان ضغط دم المريض ينخفض ليلاً مقارنةً بقيم قياسه نهارا. انخفاض ضغط الدم ليلا هو أمر طبيعي ومرغوب فيه، ويرتبط ذلك بعمق النوم، كما أن هناك عوامل أخرى، مثل نوعية النوم، والعمر، وحالة ارتفاع ضغط الدم، والحالة الاجتماعية، ودعم الشبكة الاجتماعية، ويرتبط عدم انخفاضه وقت الليل بانخفاض النتائج الصحية، بما في ذلك زيادة معدل الوفيات كما وُجِد في دراسة ما حديثة. وبالإضافة إلى ذلك، يرتبط ارتفاع ضغط الدم الليلي بتلف العضو النهائي، وهو مؤشر أفضل بكثير من قراءة ضغط الدم في النهار.

## تلف الأعضاء المستهدف
من المرجح أن يتم الحصول على قراءات تكشف عن تلف الأعضاء المرتبط بارتفاع ضغط الدم، مثل تضخم البطين الأيسر أو تضيق شرايين الشبكية، وذلك من خلال مراقبة ضغط الدم الجوال أكثر من قياس ضغط الدم السريري، حيث تكون قياسات ضغط الدم السريرية أقل، وبالتالي أكثر عرضة للتغير الملحوظ العام لقياسات ضغط الدم. وبالإضافة إلى ذلك، تتأثر القياسات السريرية بـ «تأثير المعطف الأبيض» (ارتفاع ضغط الدم الذي يعاني منه العديد من المرضى بسبب الضغط النفسي في الوضع الطبي).

## الانخفاض الليلي أو الانحناء المفاجئ في ضغط الدم
يتقلب ضغط الدم الأمثل خلال دورة النوم والاستيقاظ على مدار 24 ساعة مع ارتفاع القيم في النهار وهبوطها بعد منتصف الليل، ويشار إلى انخفاض ضغط الدم في الصباح الباكر مقارنة مع متوسط الضغط في النهار على أنه تراجع في الليل. وقد تكشف مراقبة ضغط الدم الجوال عن انخفاض في ضغط الدم أثناء النوم.
وهذه المعلومات مفيدة سريريًا؛ لأن ضغط الدم الذي لا ينخفض ليلا يترافق مع خطر تضخم البطين الأيسر وزيادة وفيات مرضى القلب والأوعية الدموية. ومن خلال مقارنة ضغوط الصباح الباكر مع متوسط ضغوط النهار، يمكن حساب النسبة التي لها قيمة في تقييم الخطر النسبي وبناءً على النسب الناتجة، يمكن تصنيف المصاب سريريًا للعلاج. وبالإضافة إلى ذلك، قد تكشف المراقبة الجوالة زيادة مفاجئة في ضغط الدم في الصباح. وهو مرتبط بزيادة خطر الإصابة بالسكتة الدماغية لدى كبار السن الذين يعانون من ارتفاع ضغط الدم.
ويعتمد تصنيف الانحناء في ضغط الدم على حساب جمعية القلب الأمريكية، باستخدام ضغط الدم الانقباضي (SBP) على النحو التالي:
{\displaystyle Dip=(1-{\frac {SBP_{Sleeping}}{SBP_{Waking}}})\times 100\%}
حيث:
- Dip هو مقدار الانحناء في مستوى ضغط الدم
- SBP Sleeping هو ضغط الدم الانقباضي أثناء النوم
- SBP Waking هو ضغط الدم الانقباضي أثناء الاستيقاظ

| مقدار الانحناء | التصنيف       |
| -------------- | ------------- |
| <0%            | انحناء معكوس  |
| 0% - 10%       | عديم الانحناء |
| 10% - 20%      | انحناء        |
| >20%           | انحناء شديد   |

الأفراد الذين لديهم انحناء في مستوى ضغط الدم لديهم انخفاض كبير في جميع أسباب الوفيات عن الذين ليس لديهم ذلك الانحناء أو لديهم انحناء عكسي، ونتيجة لذلك «... يُنبئ ضغط الدم الجوال عن الوفاة بشكل أفضل بكثير من قياس ضغط الدم في العيادة».

## روابط خارجية
- Ambulatory blood pressure monitoring، مقالة من المجلة الأسترالية الطبية.